# Japán széró
A japán széró vagy japán kecskeszarvú zerge (Capricornis crispus) az emlősök (Mammalia) osztályának párosujjú patások (Artiodactyla) rendjébe, ezen belül a tülkösszarvúak (Bovidae) családjába és a kecskeformák (Caprinae) alcsaládjába tartozó faj.
Ezt az állatot korábban a gorálok (Naemorhedus) közé sorolták be, Naemorhedus crispus név alatt.
Japán nevei: Nihon kamosika; 日本羚羊 ニホンカモシカ.

## Előfordulása
A japán széró Japán hegyvidéki területein őshonos/él. A négy nagy japán szigetből hármon fordul elő, Honsún, Sikokun és Kjúsún. A legtöbb egyed Honshú szigetén él, többnyire a sziget középső és északi részén. Sikoku szigetén csak a sziget délkeleti területein fordul elő, míg Kjúsú-n több kisebb ponton él a sziget keleti felén.

## Megjelenése
Az állat fej-törzs-hossza 100-180 centiméter, szarvhossza 8-25 centiméter, marmagassága 50-105 centiméter és testtömege 50-140 kilogramm. A két ivar hasonló megjelenésű, de a bak valamivel nagyobb termetű. Szőrzete nagyon sűrű és durva szálú, szinte sörteszerű. A színe kékesszürke, fehér szőrszálak vegyülnek bele; a hasoldal sötétebb árnyalatú. Az állat dús „pofaszakálla” a szájszöglettől a fülkagylóig terjed. A rövid, enyhén hátrahajló szarvon keskeny gyűrűzés látható. Amikor az állatok összefejelnek, veszedelmes támadófegyvernek bizonyul. Különösen fejlett az állat látása és hallása, de a szaglása is jó.

## Életmódja
A faj természetes élőhelyei elsősorban a hegyvidéki erdők, ahol 2700 méteres tengerszint feletti magasságig előfordul. A japán széró magányos és agresszív. Csak egészen kivételesen, főleg táplálékban jól ellátott területeken fordul elő párosával és még ritkábban verődik kis csapatba. Többnyire kora reggel és szürkületkor aktív, napközben sziklahasadékokban vagy kisebb barlangokban meghúzódva pihen. 
Igen territoriális faj, a revírjéből minden fajtársát igyekszik elűzni. Revírjének határait a szeme alatt található mirigyének váladékával valamint ürülékével jelöli meg. Territóriumának nagysága elsősorban az ott fellelhető táplálék mennyiségétől függ. Táplálékai: levelek, hajtások és fűfélék.

## Szaporodása
A nőstény két és fél éves korában válik ivaréretté, nagyjából egy fél évvel korábban, mint a hím. A párzási idény minden jel szerint októberre és novemberre esik. A rivális bakok szarvukat csattogtatva heves párbajt vívnak. A győztes mellső lábával kíméletlenül belerúg a legyőzöttbe. Ugyanilyen mozdulattal szólítja fel a nőstényt a párzásra. A nőstény egyetlen gidát hoz a világra, melyet nagyjából hat hónapig szoptat.

## Természetvédelmi helyzete
A fajnak kevés a természetes ellensége. Korábban az örvös medve és a farkas számított csak ide, de az örvös medve igen megritkult Japánban, az őshonos farkas alfajok pedig ki is haltak. Emiatt egyetlen ellensége az ember.
Dús szőrméje és ízletes húsa miatt emberemlékezet óta vadásztak a fajra Japánban. Állományai azonban a 20. század elejére nagyon visszaestek, a fajt a teljes kipusztulás veszélye fenyegette.
1934-ben védelem alá helyezték. 1955-ben Japán egyik természeti szimbólumának választották és védelmét még szigorúbbra vették. Állományai azóta folyamatosan nőnek. Manapság a faj egyedszáma 20 000 példányból áll.

## Képek

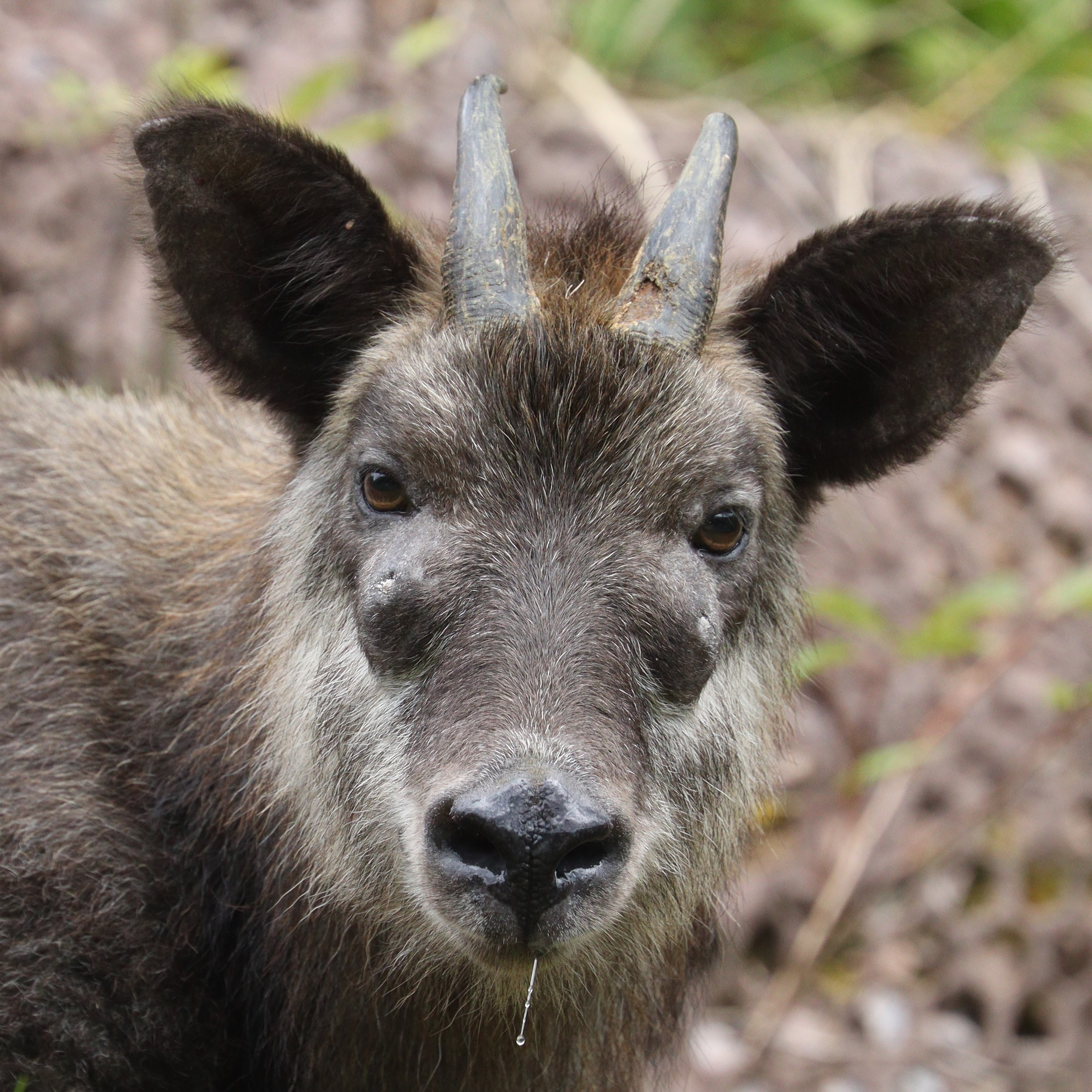
A feje szemből
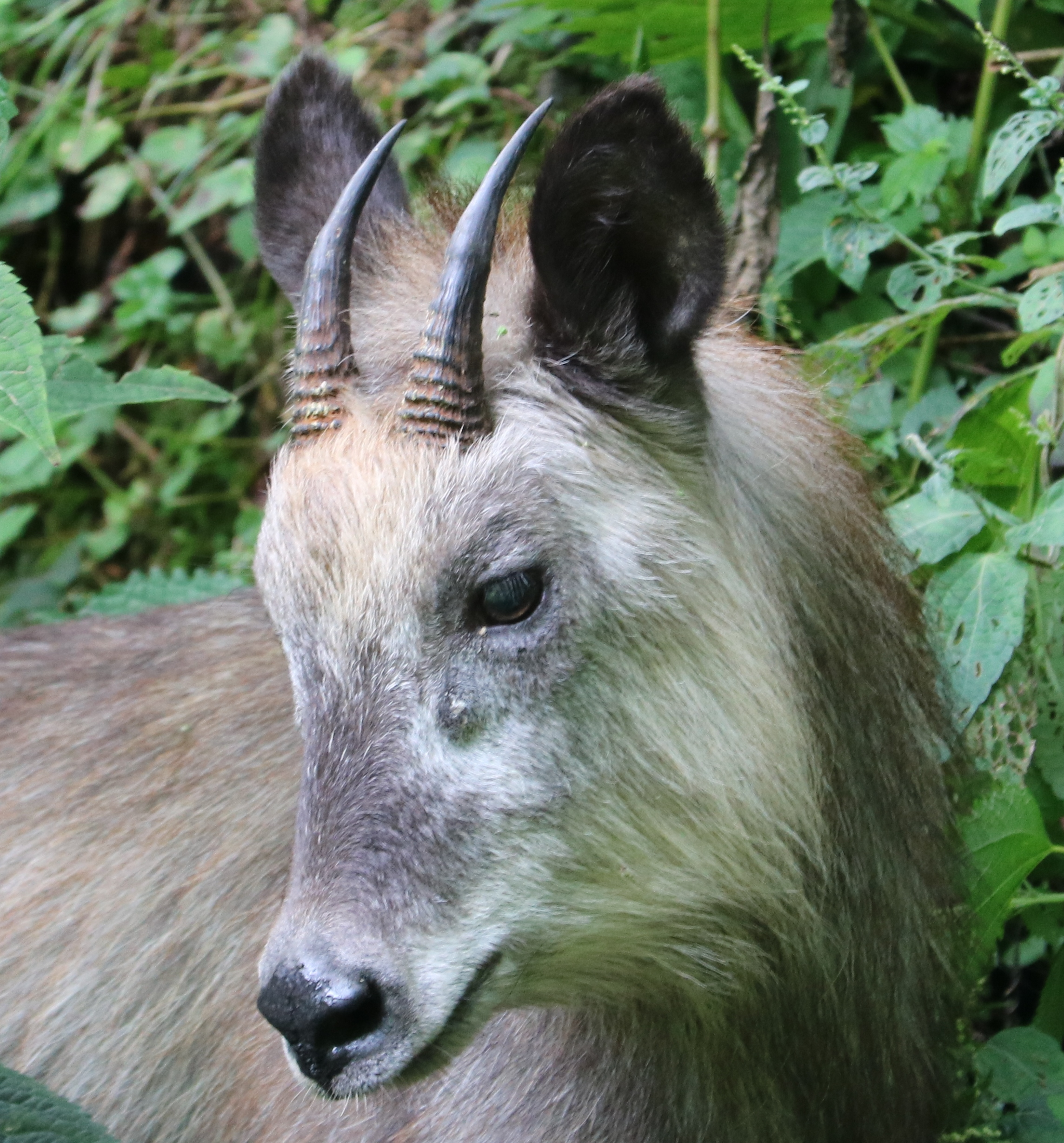
és oldalról
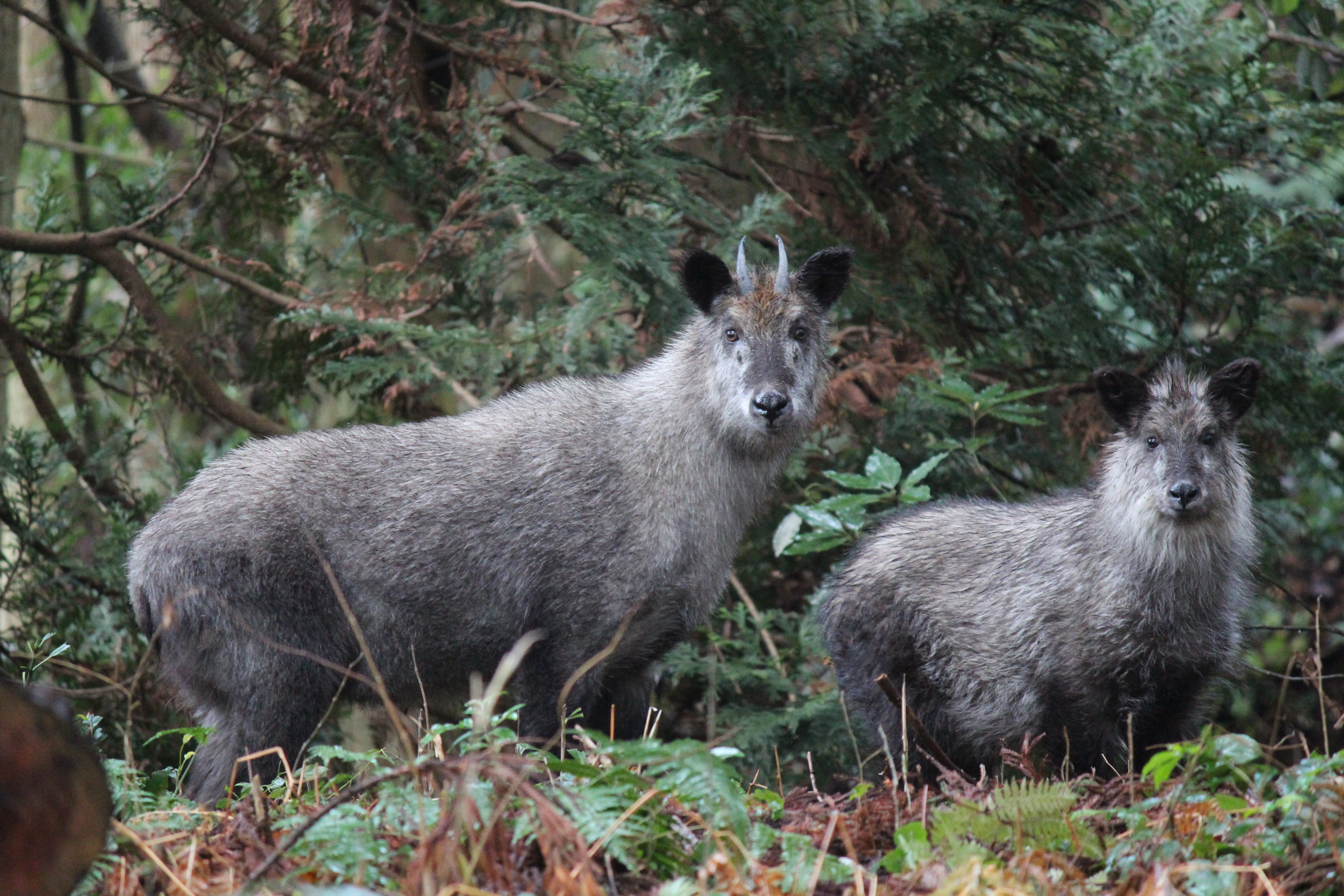
Anya gidájával
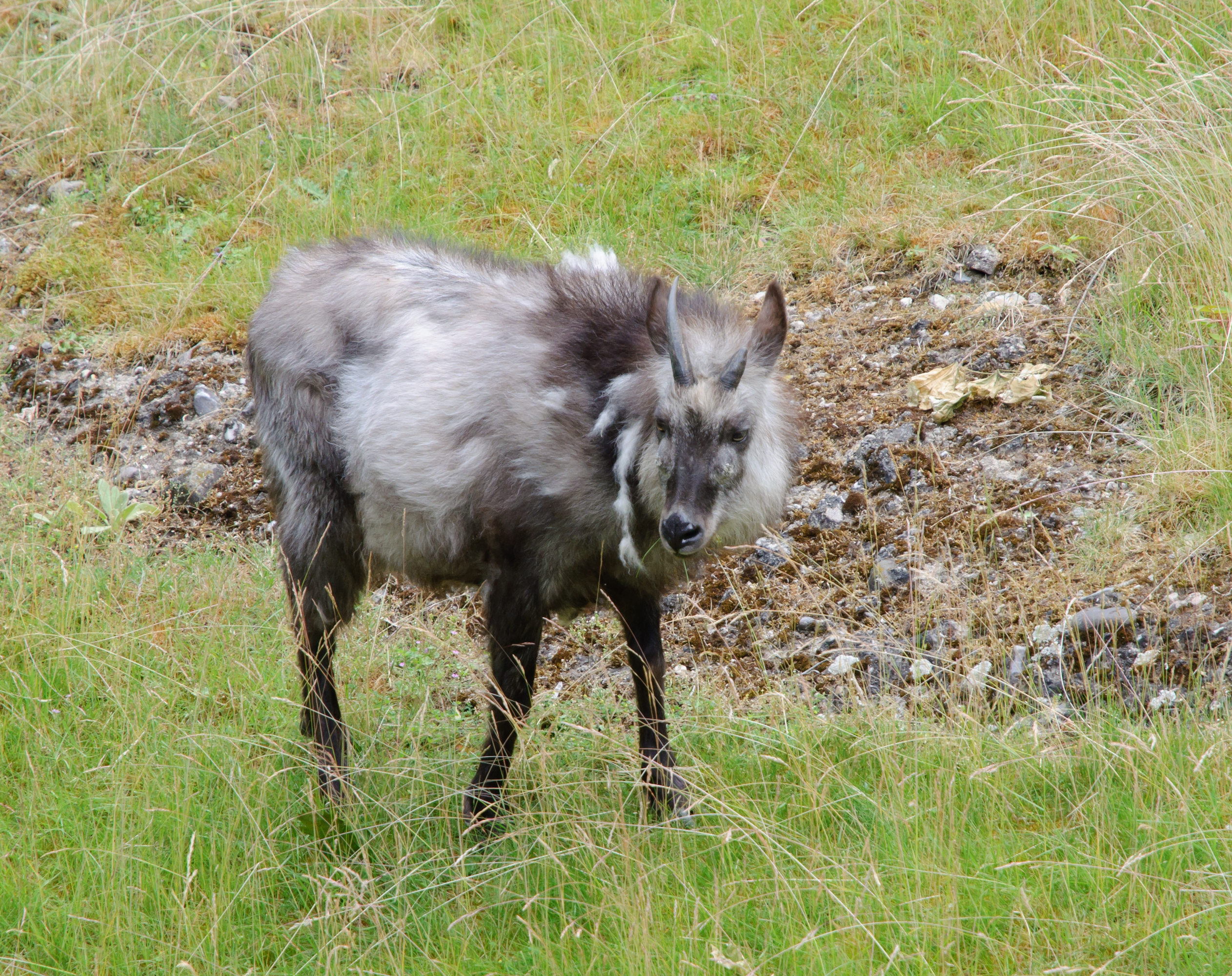
Állatkertben
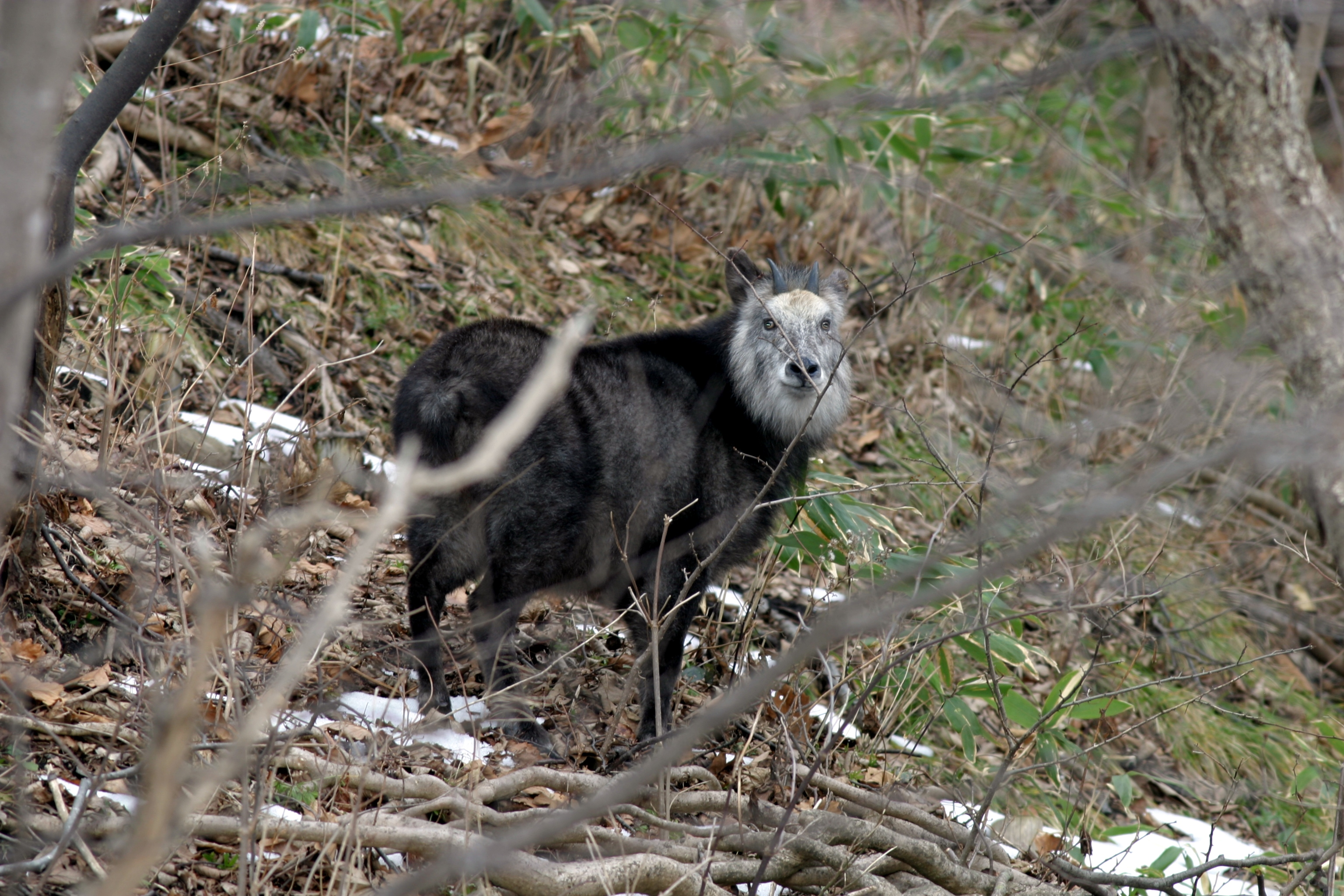
és az erdőben